# Suhi Dol (Serbia)
Suhi Dol (cyr. Сухи Дол) – wieś w Serbii, w okręgu pczyńskim, w gminie Surdulica. W 2011 roku liczyła 56 mieszkańców.